# Pescatoria
Pescatoria – rodzaj roślin z rodziny storczykowatych (Orchidaceae). Obejmuje 21 gatunków oraz 3 naturalne hybrydy występujące w Ameryce Południowej w takich krajach jak: Brazylia, Kolumbia, Kostaryka, Ekwador, Gujana Francuska, Gujana, Panama, Peru, Surinam, Wenezuela.

## Systematyka
Rodzaj sklasyfikowany do podplemienia Zygopetalinae w plemieniu Cymbidieae, podrodzina epidendronowe (Epidendroideae), rodzina storczykowate (Orchidaceae), rząd szparagowce (Asparagales) w obrębie roślin jednoliściennych.
Wykaz gatunków
- Pescatoria backhousiana Rchb.f.
- Pescatoria cerina (Lindl. & Paxton) Rchb.f.
- Pescatoria cochlearis Rolfe
- Pescatoria coelestis (Rchb.f.) Dressler
- Pescatoria coronaria Rchb.f.
- Pescatoria dayana Rchb.f.
- Pescatoria ecuadorana (Dodson) Dressler
- Pescatoria hemixantha (Rchb.f.) Dressler
- Pescatoria hirtzii (Waldv.) Dressler
- Pescatoria klabochorum Rchb.f.
- Pescatoria lalindei (Rchb.f.) Dressler ex P.A.Harding
- Pescatoria lamellosa Rchb.f.
- Pescatoria lawrenceana (Rchb.f.) Dressler
- Pescatoria lehmannii Rchb.f.
- Pescatoria pulvinaris (Rchb.f.) Dressler
- Pescatoria russeliana Rchb.f.
- Pescatoria schroederiana (Sander) Rolfe
- Pescatoria triumphans Rchb.f. & Warsz.
- Pescatoria violacea (Lindl.) Dressler
- Pescatoria wallisii Linden & Rchb.f.
- Pescatoria whitei (Rolfe) Dressler

Hybrydy
- Pescatoria × bella Rchb.f.
- Pescatoria × gairiana Rchb.f.
- Pescatoria × pallens (Rchb.f.) P.A.Harding